# Schwerlastverkehr
Unter Schwerlastverkehr (auch Schwerverkehr) versteht man den Straßentransport von Gütern und Personen mit schweren Nutzfahrzeugen. Die Zuordnung der Fahrzeuge erfolgt normalerweise über das Gesamtgewicht, allerdings existiert derzeit keine einheitliche Klassifizierung.
Im Fahrzeugbau spricht man ab einem Gewicht von 12 t von schweren Nutzfahrzeugen. Im Schallschutz wird als Schwerverkehr der Anteil an leichten und schweren LKW bezeichnet.  Je nach Quelle und Erfassungsmethode können unter dem Begriff Schwerverkehr demnach Nutzfahrzeuge ab 2,8 t zusammengefasst sein, was bei Vergleichen zu erheblichen Abweichungen führen kann. Die Empfehlungen für Verkehrserhebungen der FGSV zählen Busse, Lkw über 3,5 t zul. Gesamtgewicht mit oder ohne Anhänger sowie Sattelzüge zum Schwerverkehr. Diese Differenzierung liegt den offiziellen Verkehrsbelastungszahlen der Straßenbaubehörden zu Grunde. Im allgemeinen Wortgebrauch sind damit Sattel- und Lastzüge gemeint.
Der Schwerverkehr verursacht erhebliche volkswirtschaftliche und infrastrukturelle Kosten. Es gibt deshalb vor allem auf nationaler Ebene Bemühungen, ihn durch Steuern einzudämmen und zu regulieren. In Deutschland und Österreich geschieht dies über die LKW-Maut, in der Schweiz über die leistungsabhängige Schwerverkehrsabgabe (LSVA). Für die ökologisch besonders sensiblen alpenquerenden Transitrouten wird die Einführung einer Alpentransitbörse diskutiert.